# Lutosławski Piano Duo
Lutosławski Piano Duo – polski duet fortepianowy założony w 1999 w składzie Emilia Sitarz i Bartłomiej Wąsik.

## Nagrody i wyróżnienia
Źródło
- I Nagroda na VI Międzynarodowym Konkursie Pianistycznym Konzerteum w Grecji (2000)
- III nagroda na 2. Międzynarodowym Konkursie Duetów Fortepianowych w Polsce (2002)
- III nagroda na 13.Międzynarodowym Konkursie im. Franza Schuberta w Czechach (2003)
- Grand Prix i Nagrody Specjalne na XIII Międzynarodowym Konkursie Duetów Fortepianowych (Litwa, 2004)
- Laureaci Estrady Młodych i Nagroda im. Jerzego Waldorffa (2005)
- I Nagroda i Nagroda Specjalna im. Marka Stachowskiego na X Międzynarodowym Konkursie Współczesnej Muzyki Kameralnej w Krakowie (2006)
- Nagroda Specjalna im. Gioacinto Scelsi we Włoszech (2005)
- II nagroda na Międzynarodowym Konkursie Duetów Fortepianowych im. Valentino Bucchiego w Rzymie (2009)
- Pizzato Award[2]
- Koryfeusz Muzyki Polskiej w kategorii Osobowość Roku (2020)[3]

## Dyskografia
- Strawiński, Poulenc, Lutosławski, Kagel, Polskie Radio (2007)
- Eastman / Sikorski / Lutoslawski Piano Duo / Duda / Kozłowski – Unchained, Wydawnictwo Bółt (2014)[2]